# Ernest Bai Koroma
Ernest Bai Koroma (ur. 2 października 1953 w Makeni) – polityk, prezydent Sierra Leone od 17 września 2007 do 5 kwietnia 2018, wcześniej lider opozycji w parlamencie. Przewodniczący Kongresu Ogólnoludowego (APC) od 2002.

## Edukacja i praca zawodowa
Ernest Bai Koroma urodził się w 1953 w Makeni w dystrykcie Bombali w prowincji północnej. Był najstarszym z siedmiorga rodzeństwa w chrześcijańskiej rodzinie.
Edukację rozpoczynał w szkole podstawowej Sierra Leone Church Primary School w Makeni. Następnie kształcił się w szkole średniej Boys Government Secondary School w Magburace. W 1976 ukończył zarządzanie w Fourah Bay College we Freetown, jednym z najstarszych uniwersytetów w Afryce Zachodniej. Po studiach pracował jako nauczyciel w szkole średniej St. Francis Secondary School w Makeni.
W 1978 rozpoczął pracę w państwowej firmie ubezpieczeniowej Sierra Leone National Insurance Company. W 1985 przeniósł się do firmy ubezpieczeniowej Reliance Insurance Trust Corporation (Ritcorp). W 1988 objął w niej stanowisko dyrektora zarządzającego, które zajmował aż do 2002.

## Kariera polityczna
24 marca 2002 został wybrany na lidera Kongresu Ogólnoludowego (APC). Reprezentował go w wyborach prezydenckich 15 maja 2002. Zajął w nich drugie miejsce, z wynikiem 22,3% głosów poparcia, przegrywając z urzędującym prezydentem Ahmadem Tejan Kabbahem z Ludowej Partii Sierra Leone (SLPP), który zdobył 70% głosów poparcia. W wyborach parlamentarnych w 2002 zdobył jednakże mandat deputowanego do parlamentu i pełnił go do 2007, reprezentując dystrykt Bombali.
W czerwcu 2005 został usunięty ze stanowiska prezesa partii wyrokiem Sądu Najwyższego Sierra Leone, lecz już we wrześniu 2005 został na to stanowisko przywrócony decyzją ACP.

## Prezydent

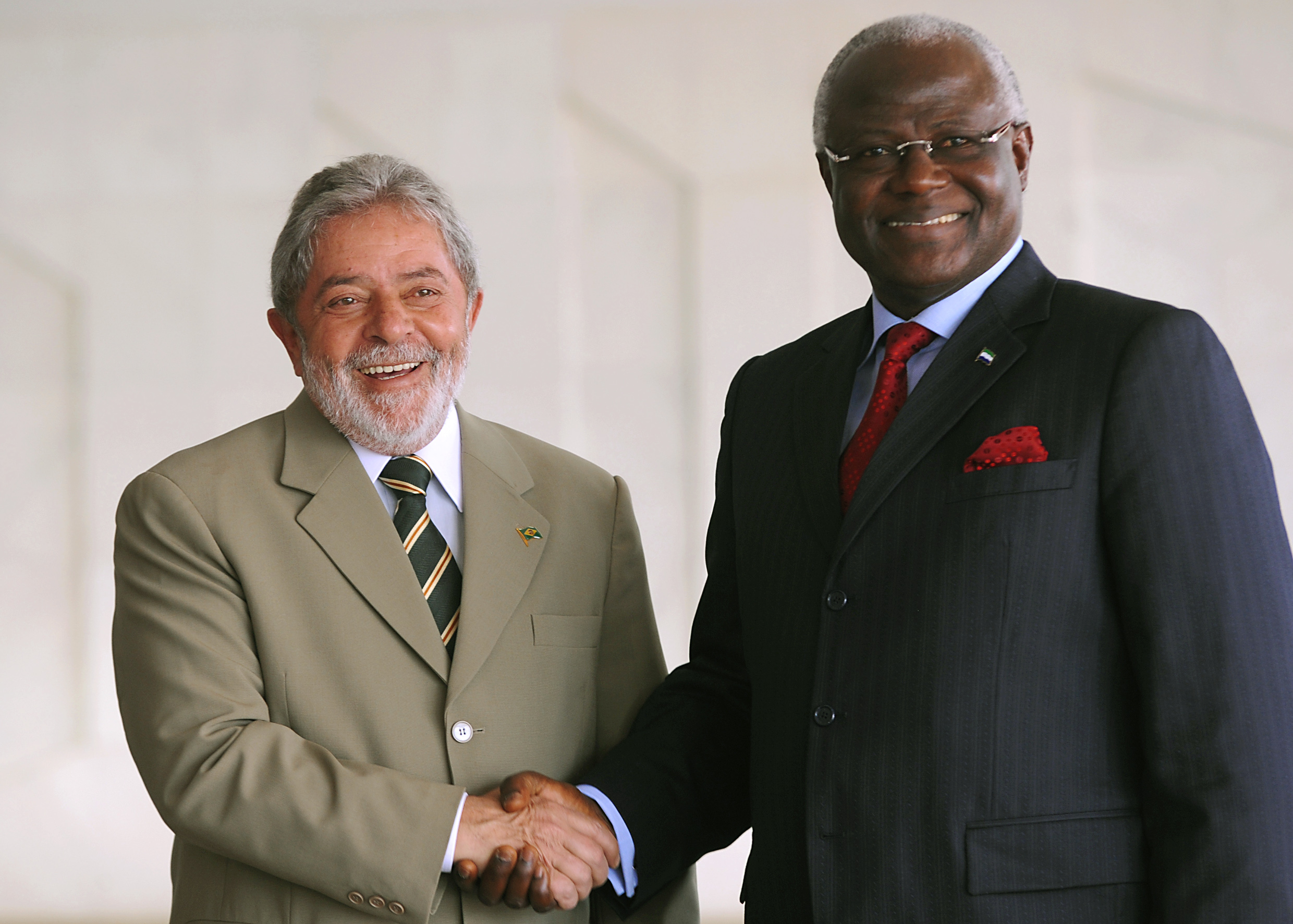
Prezydent Bai Koroma z prezydentem Lulą da Silvą, 2009

Ernest Bai Koroma został kandydatem Kongresu Powszechnego w wyborach prezydenckich w 2007. 22 lipca 2007 stał się celem zamachu, gdy grupa uzbrojonych mężczyzn pod kierunkiem Toma Nuyma próbowała wtargnąć do jego pokoju hotelowego w mieście Bo. Napastnicy zostali schwytani przez służby bezpieczeństwa.
W pierwszej turze wyborów 11 sierpnia 2007 zdobył 44,3% głosów poparcia, podczas gdy jego główny rywal wiceprezydent Solomon Berewa z rządzącej  Ludowej Partii Sierra Leone (SLPP), uzyskał wynik na poziomie 38,3%. Z powodu nieprzekroczenia przez żadnego z kandydatów progu 50% głosów, 8 września 2007 odbyła się druga tura wyborów. Koroma uzyskał w niej 54,62% głosów, pokonując Berewę. Tego samego dnia został oficjalnie zaprzysiężony na prezydenta kraju w obecności odchodzącego prezydenta Kabbaha oraz Solomona Berewy. W pierwszej połowie października 2007 zaprezentował skład swojego gabinetu.
15 listopada 2007 we Freetown odbyła się uroczysta inauguracja jego prezydentury z udziałem pięciu afrykańskich szefów państw. W ceremonii wziął udział prezydent Nigerii Umaru Yar’Adua, prezydent Liberii Ellen Johnson-Sirleaf, prezydent Senegalu Abdoulaye Wade, prezydent Gambii Yahya Jammeh oraz prezydent Burkiny Faso Blaise Compaoré, a także premier Gwinei Lansana Kouyaté. Przy tej okazji Koroma raz jeszcze zapowiedział zdecydowaną walkę z korupcją.
16 kwietnia 2009 został ponownie wybrany przez APC przewodniczącym partii oraz kandydatem w wyborach prezydenckich. W wyborach przeprowadzonych 17 listopada 2012 jego głównym rywalem był Juliusa Maada Bio z Ludowej Partii Sierra Leone, który w 1996 pełnił funkcję szefa państwa. Koroma zwyciężył już w pierwszej turze głosowania, uzyskując 58,7% głosów poparcia i przekraczając wymagany próg 55% głosów, podczas gdy Maada Bio zdobył 37,4% głosów. Wybory uznane zostały za zorganizowane w sposób pokojowy i przejrzysty przez międzynarodowych obserwatorów, w tym tych pochodzących z Unii Europejskiej, która określiła je jako „kolejny krok w konsolidacji demokracji”.
23 listopada 2012, w dniu ogłoszenia oficjalnych wyników przez komisję wyborczą, został zaprzysiężony na drugą kadencję prezydenta. Do swoich głównych działań zaliczył kontynuowanie wysiłków na rzecz zwiększania poziomu inwestycji zagranicznych w kraju oraz zwalczania korupcji.
Ernest Bai Koroma jest żonaty z Sią Koroma, z wykształcenia biochemikiem, z którą ma dwoje dzieci.

## Odznaczenia
- Wielki Komandor Orderu Republiki Gambii (Gambia)[15]